# NGC 3496
NGC 3496 je otvoreni skup u zviježđu Kobilici. 

## Vanjske poveznice
- (eng.) SEDS: NGC 3496
- (eng.) Revidirani Novi opći katalog
- (eng.) Izvangalaktička baza podataka NASA-e i IPAC-a
- (eng.) Astronomska baza podataka SIMBAD
- (eng.) VizieR